# Кастильехо, Карлес
Карлес Кастильехо — испанский легкоатлет, который специализируется в беге на длинные дистанции. Выступал на Олимпиаде 2012 года в Лондоне в марафоне, на котором занял 24-е место с результатом 2:16.17. Также выступал на олимпийских играх 2004 года в беге на 5000 метров, но не смог выйти в финал. На Олимпиаде 2008 года финишировал на 23-м месте на 10 000 метров.
в 2012 году сенсационно выиграл полумарафон Гранольерса, обыграв многих африканских стайеров, включая Патрика Макау.
15 марта 2015 года занял 5-е место на Барселонском марафоне — 2:12.03.

## Чемпионаты мира по кроссу
- Быдгощ 2013 — 27-е место
- Пунта-Умбриа 2011 — 31-е место
- Быдгощ 2010 — 32-е место
- Амман 2009 — 26-е место
- Эдинбург 2008 — 64-е место
- Момбаса 2007 — 68-е место
- Фукуока 2006 — 29-е место
- Сен-Гальмье 2005 — 26-е место
- Брюссель 2004 — 57-е место